# 番台区分
番台区分（ばんだいくぶん）とは、物品などにシリアル番号を振る場合などにおいて、仕様の違うものに対して切りの良い番号に飛ばして付番し、区別・整理する手法のこと。番台は、番代や代と表記する場合もある。
ここでは、鉄道車両において同じ種類（形式番号）の車両を性能・設備などに応じて分けるための番号の区分、特に日本国有鉄道（国鉄）およびJR各社（四国旅客鉄道（JR四国）の一部の車両を除く）が保有する車両の番台区分について記述する。

## 概要
鉄道車両には、一般に形式ごとに形式称号とは別の固有の車両番号（製造番号）が与えられており、通常は1から順に付番される（必ずしも落成順に与えられているとは限らない）。しかし、同形式の車両ではあるが細部が異なる仕様で製造されたり、改造により後天的に仕様に変化が生じる場合があり、管理上などの面で形式変更をせずにそれまでの車両と区別するため、区分する車両数（前後に既存番台がある場合はその車両数も）を考慮した切りのいい2 - 4桁程度の数字（10・100・1000など。末尾1から始める場合もある）から新たに振り直すという作業が行われることがある。これを番台区分といい、前記の例では、10番台・100番台・1000番台と呼ぶ。ただし、想定した車両数を上回る増備が行われ、すでにある別の区分番台に達してしまう場合には、既存の区分番台の後の切りのいい番号へ飛ばし続番として処理する場合もある。
ただし、諸事情により本来別形式とすべきものが番台区分で整理されたり、その逆のケース、また、大幅な仕様変更が行われたり、全く別物に改造されたとしても、改形式や番台区分はおろか改番すら行われないケースもあり、番台区分が行われる基準に明確なものはない。
改番（付番）の手法についても、元番号に決まった千・百・十単位の数を足すことで仕様の違いを表す方法と、末尾0または1から番号を詰めて付番する方法がある。前者の方法は、あらかじめ仕様の変更が想定されているケースや、ある区分の全車が仕様変更の対象となっているケースなどに採られる場合が多く、元番号が容易に類推できるという長所があるが、欠番が生じやすいという短所がある。後者の方法では、欠番が生じにくいという長所があるのに対し、改番を伴う場合は、当初の製造順と無関係に新番号が付されることがあり、新旧の順番が番号の大小と一致しない（製造時期の新しいものが古いものより若番になるなど）という事態が生じる可能性があるという短所がある。いずれの方法も一長一短であり、どちらの方法を採るかについても、明確な基準があるわけではなく、同一形式中に両者が混在するケースもある。
日本の鉄道開業に際しては、イギリスの5社から10両の蒸気機関車が輸入されたが、これらに当初、形式は与えられず、1から10までの連番が与えられた。その後、東西に分かれて配置された機関車を奇数偶数に区分して付番されたりもしたが、形態の異なるものについても奇数または偶数の連番が付され、形式ごとに番号を分けることはなかった。しかし、形式数が多くなったり、同形式が数次にわたって増備されるようになると、同形式であっても番号が飛び飛びになったりして、両数の把握などに不便を生じるようになった。形式によって番号を区分する考え方は、1898年の鉄道作業局発足に伴ってアプト式機関車を500から、車軸配置2-4-2のタンク機関車を800からの連番に改番したのを嚆矢とする。その後、私鉄の国有化を受けて、1909年に実施された鉄道院の車両称号規程では、車両の形式の末尾を原則として0または5とし、その番号からオフセットして付番された。この方式は、番台区分の考え方を取り入れたものといえる。
貨車でも番台が区分されている場合があるが、国鉄時代に製造された車両は形式番号と製造番号が一体となった番号になっているため、番台の区分の仕方が他の車種と多少異なっている。例えば、改造方法によって形式数字の上位や下位に番台を区分する数字がつけられており、番台も形式番号を含めて呼ばれることが多い。また、番台区分された車両の塗色を変更して見た目でも番台区分がわかるようにしている場合もある。

## 番台区分に用いられる数字
私鉄の一部で使用されているいわゆる「インフレナンバー」（5桁の番号）を除けばたいていの番号は4桁の番台で大まかに区分できるため、1000や2000といった4桁の数字が用いられる場合が多い。これは、特に1つの形式が大量に製造される車両において、飛番の回避に有効である。
3桁では切りの良い500のほか、なるべく若い番号になるよう100や200などが主に使用される。これらは細部の仕様変更を表すものとして、4桁区分と組み合わせて使用することもある（1000+500→1500など）。
2桁はJR西日本キハ187系気動車の「10番台」や、同社のリニューアル車両の「50番台」（103系3500番台（播但線用）→103系3550番台（加古川線用）など）など、区分する形式内の車両数が少ない場合に用いられることが多い。
また、系列内に複数の形式がある新性能電車（新幹線を含む）や特急形気動車では、系列全体の仕様変更には4桁（千位）の数字、形式ごとの仕様変更には3桁（百位）の数字というような用い方をしている場合もある。
なお、国鉄およびJRでは車種ごとに特殊な使われ方をする番台区分がある。以下にその例（ただし、複数の系列・形式にまたがるものに限る）を示す。

### 全車種共通
0番台
1から番号が振られている場合の番台区分であるが、他に番台区分のない形式には用いられず、他の番台が登場してから初めて「0番台」・「基本番台」と呼ばれることが多い。0番台が新製時から廃車まで存在しない形式もある。
900番台・9000番台
国鉄・JR（西日本と四国を除く）において、「試作車」「量産先行車」を表す区分である。あくまでこれら専用の意味合いが強いため、ここから他の区分が派生することは通常ない。また、試作車として別形式が与えられていた車両に量産車改造などを加えて本形式に編入する際にも用いられる（EF90 1→EF66 901、901系A・B・C編成→209系900・910・920番台、209系950番台→E231系900番台など）。
試作車の場合、通常は900番台を使用することが多く、9000番台は主に新幹線（東海旅客鉄道（JR東海）所有の車両）と系列内の番台区分が多い電車などに用いられている。営業に供する場合は、1 - などの番号に振りなおす作業が行われる場合もある。

### 機関車
500番台
直流電気機関車 (EF60・EF65) において寝台特急牽引機に用いられた。
1000番台
交流電気機関車 (ED73・ED75・ED76・EF70) において高速列車牽引機に用いられた。

### 電車
800番台
国鉄時代、トンネル断面の小さい電化路線を通過するためにパンタグラフの搭載部分を低屋根構造とした車両に用いられた。
1000番台
床下機器をユニット化し、耐寒耐雪機能を強化した車両（115系・183系・485系）に用いられた。

### 新幹線
3000番台
国鉄分割民営化後の東海道・山陽新幹線において、JR東海とJR西日本が同じ系列の車両（100系・300系・700系・923形・N700系、N700S系）を製造する場合にJR西日本が製造した車両に対して用いられる。また、JR西日本のN700系4000番台（N700A）・5000番台（3000番台改造車）はJR東海の対応する番台（1000番台（N700A）・2000番台（0番台改造車））に+3000したものとなっている。
この区分は在来線でも285系で採用されている。ただし、新幹線とは逆でJR東海の車両に3000番台が割り当てられている。
7000番台
JR西日本が製造した車両のうち、東海道新幹線（京都駅以東）に入線しない8両編成の車両（500系・700系・N700系）に用いられる。またN700系7000番台と同様に用いられるJR九州のN700系は8000番台となっている。

### 気動車
500番台
東北地方などの寒地向けの車両に用いられた。
1000番台
単一形式内で、トイレを設置していない車両を区分する際に用いられた。

### 客車

#### 座席車
500番台
北海道向けに新製、あるいは改造された車両に用いられた。
700番台・800番台
国鉄時代末期に登場したジョイフルトレインに用いられた。基本的に700が欧風、800が和風（お座敷）。
2000番台
国鉄時代、旧形客車や10系客車などに電気暖房装置を設備した車両に用いられた。通常は元の番号に2000を付加して区別する。
ただし、電気暖房装置を設備したことにより重量等級が変更となる場合は、形式自体が変更される（例：オハ36形→スハ40形、オユ36形→スユ37形）。

#### 寝台車
300番台
JR化後、東京方面から中国・四国方面および関西方面から九州行きの寝台列車用にグレードアップ改造された車両に用いられた。
500番台
北海道向けに改造された車両に用いられ、JR化後は北海道行きの寝台列車用にグレードアップ改造された車両に用いられた。
700番台
国鉄時代末期からJR化後、東京方面から九州方面および北陸方面行きの寝台列車用にグレードアップ改造された車両に用いられた。

## 番台区分が行われるケース
主に以下のようなものが挙げられる。
国鉄485系電車などは以下の全ての項目に該当する。
座席配置による区分
クロスシート車とロングシート車や座席配列などといった座席配置に違いのある車両がある場合。
- 国鉄211系・415系、東日本旅客鉄道（JR東日本）E217系・E231系近郊タイプ、JR東海313系、JR西日本223系・225系・227系・キハ120形、JR九州817系など

保有会社による区分
同じ形式の車両を複数の鉄道会社が保有している場合。
- 国鉄211系（国鉄→JR東日本とJR東海=5000,6000番台）、213系（国鉄→JR西日本とJR東海=5000番台）、415系（0,1500番台=国鉄→JR東日本・九州の新造と800番台=JR西日本の改造車）、183系（国鉄→JR東日本とJR西日本の編入車）、EF66形（国鉄製造=0番台とJR貨物製造=100番台）、JR東海キハ11形（新製時・JR東海と東海交通事業=200番台）、JR西日本681系（JR西日本と元・北越急行=2000番台）、683系（JR西日本=0,2000,4000番台と元・北越急行=8000番台）、285系（JR西日本とJR東海=3000番台）、521系（JR西日本製造=0番台とJR西日本・IRいしかわ鉄道製造=100番台とあいの風とやま鉄道製造=1000番台）、新幹線100系（国鉄→JR東海とJR西日本（新製時の保有会社））、300系・700系（JR東海とJR西日本（新製時の保有会社））、N700系/N700S系（JR東海とJR西日本とJR九州（新製時の保有会社））、EF510（JR貨物と元・JR東日本=500番台）、ED79（国鉄→JR北海道の改造車=0,100番台とJR貨物の新製車=50番台）、DF200（JR貨物とJR九州の「ななつ星 in 九州」用=7000番台）、DD200（JR貨物、JR九州、京葉臨海鉄道、水島臨海鉄道）など

使用地域による区分
同じ形式の車両を複数の地区で使用する場合。
- 国鉄103系（筑肥線用1500番台など）・115系（1000番台=寒冷地向け）・183系（国鉄→JR東日本・房総地区と甲信越）・185系（踊り子と新幹線リレー号（1982年 - 1985年）→北関東）・715系（九州0番台と仙台1000番台）・717系（仙台0,100番台と九州200番台）・ED76（0,1000番台九州と500番台北海道）・205系（阪和線（JR西日本）用1000番台・仙石線用3100番台等）・キハ183系（北海道基本番台と九州=1000番台）、北海道旅客鉄道（JR北海道）733系（0,3000番台=札幌と1000番台=函館）・789系（0番台元・函館「スーパー白鳥」用、1000番台=札幌「スーパーカムイ・すずらん」用）、JR東日本701系（標準軌・5000番台=秋田と5500番台=山形）・E233系/E235系（路線ごとに千位で区分）・211系（東海道本線と北関東用）・E257系（松本「あずさ・かいじ」と幕張「房総特急」）、JR西日本223系（瀬戸大橋線「マリンライナー」用5000番台・北近畿ローカル用5500番台他多数）・225系（0,100番台=京阪神地区と5000,5100番台=阪和線・関西空港線と6000番台=福知山線）・227系（0番台=広島地区と1000番台=奈良・和歌山地区）・521系（0番台=北陸本線用と100番台=七尾線用）、HD300形（基本番台「本州用」、500番台「北海道用」）、E131系（投入路線による）、EF510（0番台=日本海縦貫線用と300番台=九州用）。

車体構造による区分
貫通型車と非貫通型車や車体の鋼材・ドア配置・窓配置・車幅などといった車体構造に違いのある車両がある場合。
- 国鉄115系（3000番台=2ドア）・117系（100番台=一段下降窓・ボルスタレス台車）・415系・455系（600番台=種車がグリーン車で窓が違う）・EF81（300番台=ステンレス）・EF64・EF65・新幹線0系（窓と内装が違う）、JR東日本209系（車幅が違う）・E231系4扉付随車、JR東海キハ11形（300番台=ステンレス）・キハ85系、JR西日本223系（本来別形式とすべきものが番台区分で整理されたケース）・225系（700番台=2扉）・521系（窓と側面表示機が違う）・683系・キハ120形（200番台=普通鋼）、JR九州883系（1000番台=アルミニウム）など

運用上の用途による区分
運用に明確な違い、または通勤形車と近郊形車など用途に違いのある車両がある場合。
- JR東日本E231系・E233系・E721系・701系（狭軌と標準軌）・719系（狭軌と標準軌）、JR東海313系、JR西日本223系（130km/h対応と120km/h（221系性能）固定）・225系（700番台=指定席車）・683系・キハ187系（0,10番台=山陰本線用と500番台=智頭急行直通用）、JR九州817系、新幹線700系（JR西日本所有車、3000番台=東海道・山陽直通用と7000番台=ひかりレールスター用）・N700系（JR西日本所有車、3000番台→5000番台,4000番台=東海道・山陽直通用と7000番台=山陽・九州直通用）・E2系（基本番台=50/60Hz対応と1000番台=50Hz専用）・E3系（基本番台=秋田用と1000,2000番台=山形用）、ED79（0,50番台「本務機」と100番台「補助機関車・単独運転不可」）・JR貨物EF210形（0番台,100番台=「本務機専用」と300番台=「瀬野八補助機関車・本務機兼用」）など

機器配置による区分
電動機や制御装置の配置や特定の機器の有無、また編成全体における配線などに違いのある車両がある場合。
- 国鉄413系・717系（種車による）、JR東日本E233系、JR東海313系、JR西日本207系（0番台=1C2M2組ユニット,1000・2000番台=4台各軸独立単独）・223系（3000,7000番台=0.75Mほか）・225系、JR九州813系・817系、JR貨物EF210形（0番台=1C2M3組,100番台=6台各軸独立）など

改造による区分
改造により当初の仕様が変更された場合や別形式に編入された場合。
- 国鉄117系（300・7000番台）、117系→115系（3500番台）、113系→415系（800番台）、485系・489系→183系（800番台ほか）、205系（3000番台ほか）、213系（100番台）、381系（1000番台）、EF81形（重連改造）、JR北海道785系（303番）、JR東日本E231系（3000番台）・E231系サハE231形→E235系サハE235形（4600番台）、JR西日本207系（500・1500番台ほか）・223系（6000番台）・225系（6000番台）、JR九州811系（1500番台）、新幹線500系（7000番台）・N700系（2000・5000番台）、ED76-551・DF200-223・E257系（東海道線特急改造）など

## 区分例

### 新幹線N700系電車の場合
全車種　7XY-xyzzとなり、編成組成内では下2桁は同じ番号になる。
千位の数字による区分
千位の数字に着目すると大まかに以下のような区分になる。
0番台
JR東海の新製時の16両編成。ただし千位は表記せず、1桁/2桁又は3桁で表記する（2000番台への改造により廃区分）。N700Sの16両も同様な番台区分となる。7のゾロ目の車両「777-7,777-77」もあった。
1000番台
JR東海のN700A（マイナーチェンジ車）の16両編成に用いる。
2000番台
JR東海のN700A系相当の改造車に用いる。0番台時の番号に+2000されている。
3000番台
JR西日本の新製時の16両編成（5000番台への改造により廃区分）、N700Sも同様である。
4000番台
JR西日本のN700A（マイナーチェンジ車）の16両編成に用いる。
5000番台
JR西日本のN700A系相当の改造車に用いる。3000番台時の番号に+2000されている。
7000番台
JR西日本の九州新幹線乗り入れ用の8両編成。
8000番台
JR九州の山陽新幹線乗り入れ用の8両編成。
9000番台
JR東海の16両編成の量産先行車。1編成のみで全車、番号の下2桁が01の車両となる。2019年2月に除籍され、一部はリニア・鉄道館に保存された。現在はN700S系も先行車に同じ番号を割り振られている。
N700系・N700S系の先行車は量産化改造を行わず営業運転に使用されない、新部品や新機能の試験車（テストベッド）として使用されている。
百位の数字による区分
連結位置や機器・設備・配線等で区別する。
例:16両編成（0番台 - 5000番台・9000番台）の場合。（N700S系の16両編成は以下と同じ番台を割り当て、形式は78xは74x・77xは73xと読み替える）
785形では0（0・1000・2000・3000・4000・5000）番台と9001番は4号車、300（300・1300・2300・3300・4300・5300）番台と9301番は5号車（集電装置搭載）、500（500・1500・2500・3500・4500・5500）番台と9501番は13号車、600（600・1600・2600・3600・4600・5600）番台と9601番は12号車（集電装置搭載）。
786形では0（0・1000・2000・3000・4000・5000）番台と9001番は6号車、200（200・1200・2200・3200・4200・5200）番台と9201番は14号車、500（500・1500・2500・3500・4500・5500）番台と9501番は3号車、700（700・1700・2700・3700・4700・5700）番台と9701番は11号車（車椅子対応車）。
787形では0（0・1000・2000・3000・4000・5000）番台と9001番は2号車、400（400・1400・2400・3400・4400・5400）番台と9401番は7号車、500（500・1500・2500・3500・4500・5500）番台と9501番は15号車。
先頭車の783形（1号車）・784形（16号車）とグリーン車の775形（8号車）・776形（9号車）・777形（10号車）は各1両であるため0（0・1000・2000・3000・4000・5000）番台と9001番のみ。
8両編成の7000番台・8000番台も、同一形式が2両以上組成されている場合は百位で区別し、1両のみ組成されている車両は0（7000・8000）番台のみとなっている。

### JR東海313系電車の場合
JR東海313系電車の場合、1999年 - 2001年と2006年 - 2007年、2010年以降の三度に分けて投入されているが、2006年 - 2007年投入車は前者の増備車という位置づけでありながら製造期間に大きな空白があること、また使用線区が同社の在来線全電化区間に及んでいることなどから、機器・設備などに合わせて非常に細かな番台区分が行われている。
千位の数字による区分
千位の数字に着目すると大まかに以下のような区分になる。
0番台転換クロスシート（車端部は固定クロスシート）
1000番台転換クロスシート（車端部はロングシート）
2000番台ロングシート
3000番台セミクロスシート
5000番台転換クロスシート（全席転換可能）
8000番台転換クロスシート（全席転換可能・「セントラルライナー」用仕様）
概ね座席配置の違いで分けられている。座席配置は1両あたりないし編成全体の定員や車両の用途に影響することから、細部の変更が認められれば新たな番台を起こすことが多い。
百位以下の数字による区分
千位の数字だけでは表せない内容についてはさらに下位の数字で区分することがある。編成単位で区分する場合もあるが、床下機器が関係する場合は電動車、トイレなどが関係する場合は制御車・付随車というように両単位での区分も多い。ここでは上述の2000番台を例に挙げる。
2500番台3両編成
2600番台3両編成・発電ブレーキ搭載
2300番台2両編成・発電ブレーキ搭載
2350番台2両編成・発電ブレーキ搭載・霜取り用にパンタグラフを2基搭載
この電車は電動車について細かな番台区分がされており、この2000番台では制御車（クハ312）は4つの番台すべてで共通だが、編成を組む電動車は上述の4つに区分される。上の例では2500番台を基準に、発電ブレーキ搭載で2600番台、その2両編成版で2300番台、パンタグラフ2基搭載で2350番台となっている。番号の若い方から区分が派生するとは限らない。

### 国鉄オハフ33形客車の場合
国鉄オハフ33形客車をその経緯によって区分した場合、下記のように区分することができる。
1 - 606
最初からオハフ33形として製造された車両
607 - 626
スハフ41形の台車振替車
627
東田子の浦事故に被災したスハフ32 257の復旧改造車
ここまでは構造がほぼ同一であるため連続付番されたが、車体構造が異なる630は番号を空けて区別された。
630
スハフ42 18の軽量化改造車
1960年代に入り客車列車の短編成化が行われたことから不足する緩急車をオハ35形の緩急車化改造でまかなわれ、オハフ33形への改造時に装着されていた台車により下記のように区分された。
1001 - 1033
オハ35形のうちTR23台車装着車を緩急車化改造した車両
1501 - 1568
オハ35形のうちTR34台車装着車を緩急車化改造した車両

## 番台区分の廃止・新設
廃車や他の番台区分へ改番などにより使用する車両が1両も無くなった番台区分を廃区分番台（はいくぶんばんだい）と呼ぶ。全ての車両が廃車となり番台区分も全て消滅すると廃形式（はいけいしき）となる。逆に全く新しい車両が造られて新しい形式が誕生すると新形式（しんけいしき）となり、量産化や追加新製・改造などで新たに登場した番台区分を新区分番台（しんくぶんばんだい）と呼ぶ。

## 鉄道車両以外での使用
日本の一般国道の国道番号は、旧一級国道は1号から、旧二級国道および級廃止以降の国道は101号からという番台区分がなされている。
書籍のISBNで、いくつかの出版社は書名記号に著者ごとの番台区分を採用している。たとえば、最終桁の前の数桁が著者番号となり、最終桁がその著者の著書内での枝番となる。著書が10冊を超えると新しい著者番号が割り振られる。